# Erich Kästner (schrijver)

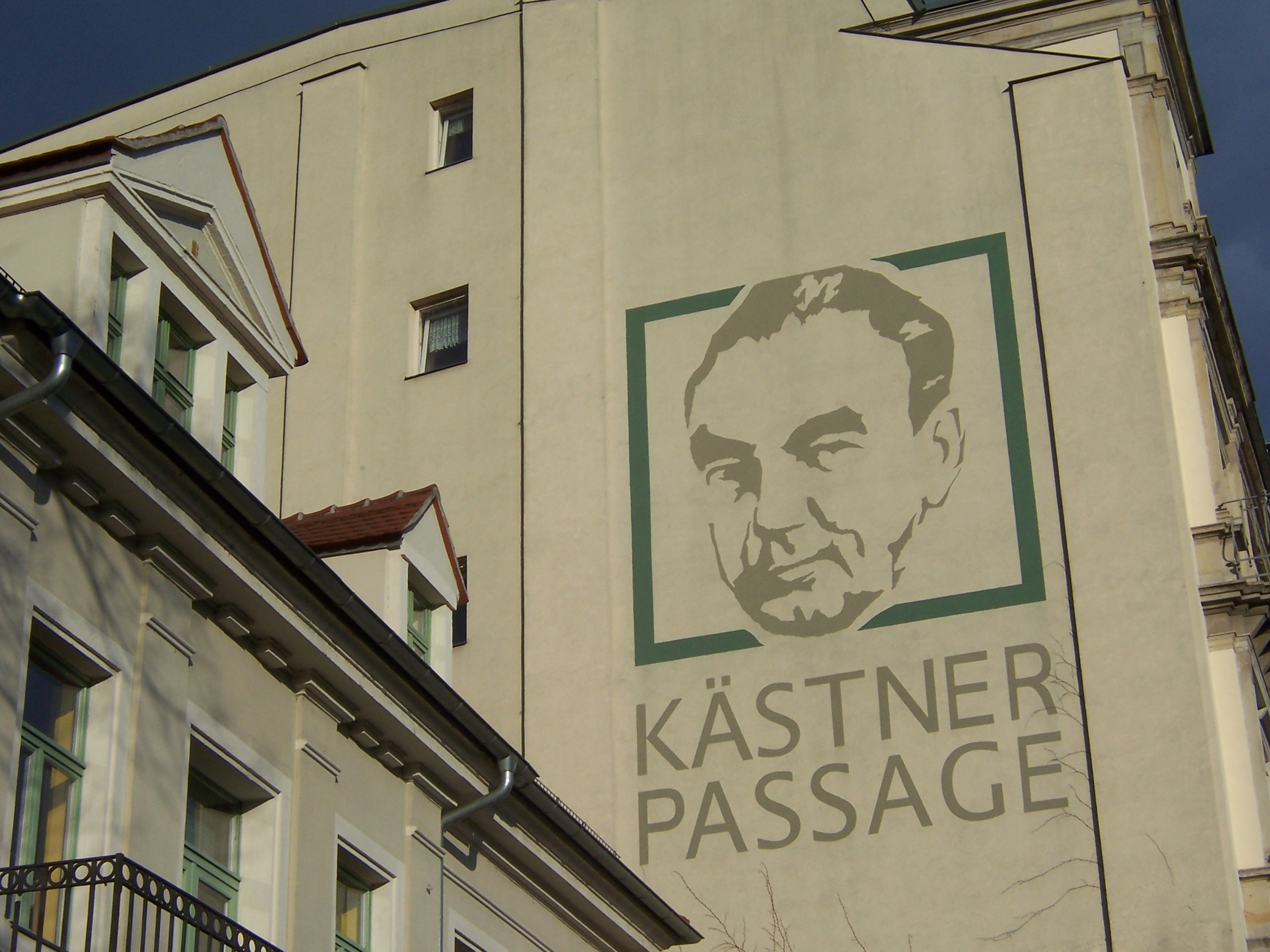
Portret van Erich Kästner op muur in Dresden

Erich Kästner (Dresden, 23 februari 1899 – München, 29 juli 1974) was een Duits schrijver, dichter en cabaretier, vooral bekend om kinderboeken als Emil und die Detektive en Die verschwundene Miniatur. Zijn boek Das doppelte Lottchen werd verschillende malen verfilmd, onder andere in de film The Parent Trap uit 1961.

## Biografie
Kästner groeide op in een huurwoning in de Königsbrücker Straße in de Äußere Neustadt (Dresden). Daar vlakbij, aan de Albertplatz, staat de vroegere villa van zijn oom Franz Augustin, waarin tegenwoordig het Erich-Kästner-Museum is gehuisvest.
In 1919 ging Kästner geschiedenis, filosofie, germanistiek en theaterwetenschappen studeren in Leipzig. In 1927 verhuisde hij naar Berlijn en bleef daar tot het einde van de Weimarrepubliek in 1933. Hij vertrok daarop voor korte tijd naar (het toen Oostenrijkse) Merano en naar Zwitserland, maar keerde spoedig terug naar Berlijn.
Na het einde van de Tweede Wereldoorlog in 1945 vestigde Kästner zich in München. Hij bleef daar tot zijn dood in 1974. Hij overleed in het Münchener ziekenhuis Neuperlach en werd op de begraafplaats in München-Bogenhausen bijgezet.
Kästner had een zoon, Thomas (1957), maar was nooit getrouwd.

## Prijzen
In 1957 ontving Kästner de Georg-Büchner-Preis. In 1960 kreeg hij voor zijn gehele oeuvre de Hans Christian Andersenprijs toegekend.

## Geschiedenisvisie
Voor Kästner lijkt het verleden ‘op een rusteloos spook dat door onze dagen en dromen zwerft en, zoals geesten sinds mensenheugenis plegen te doen, op het moment wacht dat wij het aankijken, aanspreken en aanhoren. Dat wij, ons dood geschrokken, de slaapmuts over onze ogen en oren trekken, helpt niets. Het is de verkeerde methode. Het spook, noch wijzelf zijn erbij gebaat. We kunnen niets anders doen dan hem in zijn ogen kijken en zeggen: “Spreek!” Het verleden moet praten en wij moeten luisteren. Eerder zullen wij en zij geen rust vinden.’